# Las Heroínas Mexicanas
Las Heroínas Mexicanas är en ort i Mexiko.   Den ligger i kommunen Matehuala och delstaten San Luis Potosí, i den centrala delen av landet, 500 km norr om huvudstaden Mexico City. Las Heroínas Mexicanas ligger 1 588 meter över havet och antalet invånare är 116.
Terrängen runt Las Heroínas Mexicanas är platt åt nordost, men åt sydväst är den kuperad. Terrängen runt Las Heroínas Mexicanas sluttar brant österut. Runt Las Heroínas Mexicanas är det ganska tätbefolkat, med 75 invånare per kvadratkilometer. Närmaste större samhälle är Matehuala, 4,0 km norr om Las Heroínas Mexicanas. Omgivningarna runt Las Heroínas Mexicanas är i huvudsak ett öppet busklandskap.